# لیندن پیندلینگ
لیندن پیندلینگ (انگلیسی: Lynden Pindling؛ ۲۲ مارس ۱۹۳۰ – ۲۶ اوت ۲۰۰۰) یک سیاست‌مدار اهل باهاما بود. وی از سال ۱۹۶۷ نخست‌وزیر باهاما بود و زحمات زیادی در کسب استقلال کشورش در ۱۹۷۳ کشید.